# Sebastian Pirker
Sebastian Pirker (* 7. März 2006) ist ein österreichischer Fußballspieler.

## Karriere

### Verein
Pirker begann seine Karriere beim SV Strassgang. Im März 2017 wechselte er zum Grazer AK. Zur Saison 2019/20 wechselte er in die Jugend des SK Sturm Graz, bei dem er ab der Saison 2020/21 auch sämtliche Altersstufen in der Akademie durchlief.
Zur Saison 2023/24 rückte er in den Kader der zweiten Mannschaft der Grazer. Sein Debüt für diese in der 2. Liga gab er im September 2023, als er am sechsten Spieltag jener Saison gegen den FC Admira Wacker Mödling in der Startelf stand.

### Nationalmannschaft
Pirker spielte im September 2021 erstmals für eine österreichische Jugendnationalauswahl. Im September 2022 debütierte er gegen Dänemark für die U-17-Mannschaft.